# Сосна крючковатая
Сосна крючковатая (лат. Pinus uncinata) — вид растений рода Сосна (Pinus) семейства Сосновые (Pinaceae).

## Распространение
Пиренеи, западные Альпы, Рудные горы, обычно на высотах в 1000—2300 метров над уровнем моря.

## Ботаническое описание
Дерево высотой 12—20 м. Ствол прямой, крона яйцевидно-коническая. Кора от пепельно-серо-коричневого до чёрно-серого цвета. Почки яйцевидно-конические, 6—9 мм, красно-коричного цвета, очень смолистые. Иголки в пучках по две (редко три), тёмно-зелёного цвета, часто с сероватым оттенком, слегка скрученные, длиной 23—75 мм, шириной 0,9—2,1 мм, листовое влагалище серого цвета, 15—18 мм. Хвоя стойкая, не опадающая (2)4—9(10) лет. Растения, как правило, однодомные. Мужские стробилы 10 мм, жёлтые или красные. Шишки вначале фиолетовые, по мере созревания становятся блестящими, тёмно-коричневыми, сильно асимметричные, длиной 25—60 мм, шириной 20—40 мм (закрытые), 30—50 мм (открытые). Семена чёрные, 3—4 мм.
- Мужские шишки
- Женская шишка
- Древесина